# 한국철도공사 8500호대 전기 기관차
한국철도공사 8500호대 전기기관차는 기존 8000호대 전기기관차의 차량사용완료일자 도래 및 기대수명 경과로 인하여 이를 대체할 목적으로 도입된 한국철도공사의 화물용 전기기관차이다.

## 개요
8000호대 전기 기관차가 노후하여 단계적으로 폐차되자, 이를 대체하기 위하여 도입되었다. 현대로템이 개발했고, 한국철도공사 차량에 많은 부품을 독점 납품하였던 도시바의 전장품을 주로 사용하는 것이 특징이다. 2012년부터 단계적으로 도입되어, 1차분 56량 및 2차분 31량으로 2차에 걸쳐서 납품되었다. 2014년에 8587호까지 도입되어 운행 중이다.

## 특징

### 기술적 사양
화물열차를 주로 견인할 기관차이기 때문에 별도로 객차 전원 공급 장치(HEP)를 설치하지 않은 대신, 기관차와 객차간의 통신이 가능한 24핀 점퍼선을 설치하였다. 열차의 앞면, 옆면에 카메라를 설치함으로써 보다 효율적인 입환이 가능하며, 기관사들이 불편해 한 헤드라이트 부분의 문제가 8500호대에서는 KTX-산천, ITX-청춘 등에서 사용한 LED 램프를 채택함으로써 개선되었다. Co-Co 방식의 대차를 채용하여 험지를 운행하거나 화물열차 견인시 견인력과 점착력 확보가 용이토록 하여, 공전현상이 발생할 가능성을 줄이도록 하였다. 또한 최고속도를 150km/h로 끌어올려 고속화물열차 운행에도 대응토록 하였다. 기존의 지멘스 GTO를 채택한 8200호대 전기 기관차와는 달리 도시바 IGBT를 채택하였다.

### 외견상 특징
기존의 기관차와 달리 8500호대는 22,400mm로 전장이 더 길어졌다. 기존의 8200호대에 있는 가운데 전조등을 8500호대에서는 운전실 위로 올려, 곡선 구간의 야간 주행시 시야 확보가 유리해졌으며 직선 구간에서는 멀리까지 보인다는 특징이 있다. 그리고 전조등을 LED 전조등으로 적용하였기 때문에 밝다. 또한 8200호대와 달리 전 차량에 안티클라임이 장착되어있다.

## 운행 구간
8000호대 전기 기관차의 주요 노선이었던 경부선, 충북선, 영동선, 태백선, 중앙선 등에서 운행하고 있으며, 화물 열차 뿐만 아니라 여객 열차도 가끔 견인한다.

## 현황
총 87량이 도입되었다.
| 차호   | 도입 시기 | 운행 중단 시기 | 비고 |
| ------ | --------- | -------------- | --- |
| 8501호 | 2012년    | 운행 중        | |
| 8502호 | 2012년    | 운행 중        | |
| 8503호 | 2012년    | 운행 중        | |
| 8504호 | 2012년    | 운행 중        | |
| 8505호 | 2012년    | 운행 중        | |
| 8506호 | 2012년    | 운행 중        | |
| 8507호 | 2012년    | 운행 중        | |
| 8508호 | 2012년    | 운행 중        | |
| 8509호 | 2012년    | 운행 중        | |
| 8510호 | 2012년    | 운행 중        | |
| 8511호 | 2012년    | 운행 중        | |
| 8512호 | 2012년    | 운행 중        | |
| 8513호 | 2012년    | 운행 중        | |
| 8514호 | 2012년    | 운행 중        | |
| 8515호 | 2012년    | 운행 중        | |
| 8516호 | 2012년    | 운행 중        | |
| 8517호 | 2012년    | 운행 중        | |
| 8518호 | 2012년    | 운행 중        | |
| 8519호 | 2012년    | 운행 중        | |
| 8520호 | 2012년    | 운행 중        | |
| 8521호 | 2012년    | 운행 중        | |
| 8522호 | 2012년    | 운행 중        | |
| 8523호 | 2012년    | 운행 중        | 2017년 10월 영동선 백산역 탈선사고 이력이 있다.                                                                         |
| 8524호 | 2012년    | 운행 중        | |
| 8525호 | 2012년    | 운행 중        | |
| 8526호 | 2012년    | 운행 중        | |
| 8527호 | 2012년    | 운행 중        | |
| 8528호 | 2012년    | 운행 중        | |
| 8529호 | 2013년    | 운행 중        | |
| 8530호 | 2013년    | 운행 중        | |
| 8531호 | 2013년    | 운행 중        | |
| 8532호 | 2013년    | 운행 중        | |
| 8533호 | 2013년    | 운행 중        | |
| 8534호 | 2013년    | 운행 중        | |
| 8535호 | 2013년    | 운행 중        | |
| 8536호 | 2013년    | 운행 중        | |
| 8537호 | 2013년    | 운행 중        | |
| 8538호 | 2013년    | 운행 중        | |
| 8539호 | 2013년    | 운행 중        | |
| 8540호 | 2013년    | 운행 중        | |
| 8541호 | 2013년    | 운행 중        | |
| 8542호 | 2013년    | 운행 중        | |
| 8543호 | 2013년    | 운행 중        | |
| 8544호 | 2013년    | 운행 중        | |
| 8545호 | 2013년    | 운행 중        | |
| 8546호 | 2013년    | 운행 중        | |
| 8547호 | 2013년    | 운행 중        | |
| 8548호 | 2013년    | 운행 중        | |
| 8549호 | 2013년    | 운행 중        | |
| 8550호 | 2013년    | 운행 중        | |
| 8551호 | 2013년    | 운행 중        | |
| 8552호 | 2013년    | 운행 중        | |
| 8553호 | 2013년    | 운행 중        | |
| 8554호 | 2013년    | 운행 중        | |
| 8555호 | 2013년    | 운행 중        | |
| 8556호 | 2013년    | 운행 중        | |
| 8557호 | 2014년    | 운행 중        | |
| 8558호 | 2014년    | 운행 중        | |
| 8559호 | 2014년    | 운행 중        | |
| 8560호 | 2014년    | 운행 중        | |
| 8561호 | 2014년    | 운행 중        | |
| 8562호 | 2014년    | 운행 중        | |
| 8563호 | 2014년    | 운행 중        | |
| 8564호 | 2014년    | 운행 중        | |
| 8565호 | 2014년    | 운행 중        | |
| 8566호 | 2014년    | 운행 중        | |
| 8567호 | 2014년    | 운행 중        | |
| 8568호 | 2014년    | 운행 중        | |
| 8569호 | 2014년    | 운행 중        | 2017년 9월 13일 원덕-양평간 운행중 한국철도공사 8200호대 전기 기관차 8252호와 충돌, 정비후 운용 중이다.                 |
| 8570호 | 2014년    | 운행 중        | |
| 8571호 | 2014년    | 운행 중        | |
| 8572호 | 2014년    | 운행 중        | |
| 8573호 | 2014년    | 운행 중        | |
| 8574호 | 2014년    | 운행 중        | |
| 8575호 | 2014년    | 운행 중        | |
| 8576호 | 2014년    | 운행 중        | |
| 8577호 | 2014년    | 운행 중        | |
| 8578호 | 2014년    | 운행 중        | 2021년 12월 1일 충북선 달천역 인근 광산건널목 구간 운행 도중 SUV 차량과 추돌 사고가 발생하였고 현재 수리후 운용 중이다. |
| 8579호 | 2014년    | 운행 중        | |
| 8580호 | 2014년    | 운행 중        | |
| 8581호 | 2014년    | 운행 중        | |
| 8582호 | 2014년    | 운행 중        | |
| 8583호 | 2014년    | 운행 중        | |
| 8584호 | 2014년    | 운행 중        | |
| 8585호 | 2014년    | 운행 중        | |
| 8586호 | 2014년    | 운행 중        | |
| 8587호 | 2014년    | 운행 중        | |

## 사진

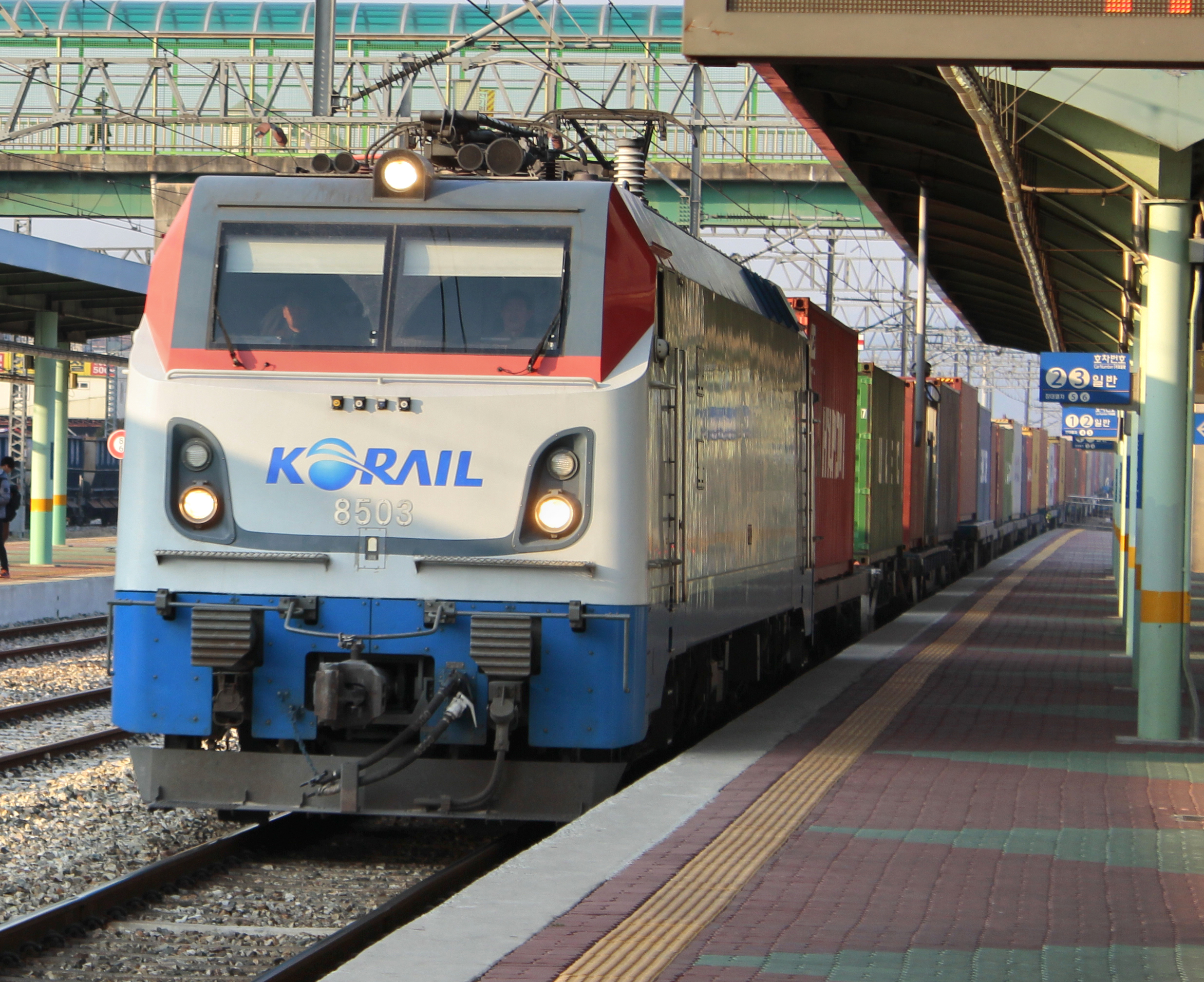
8503호 기관차
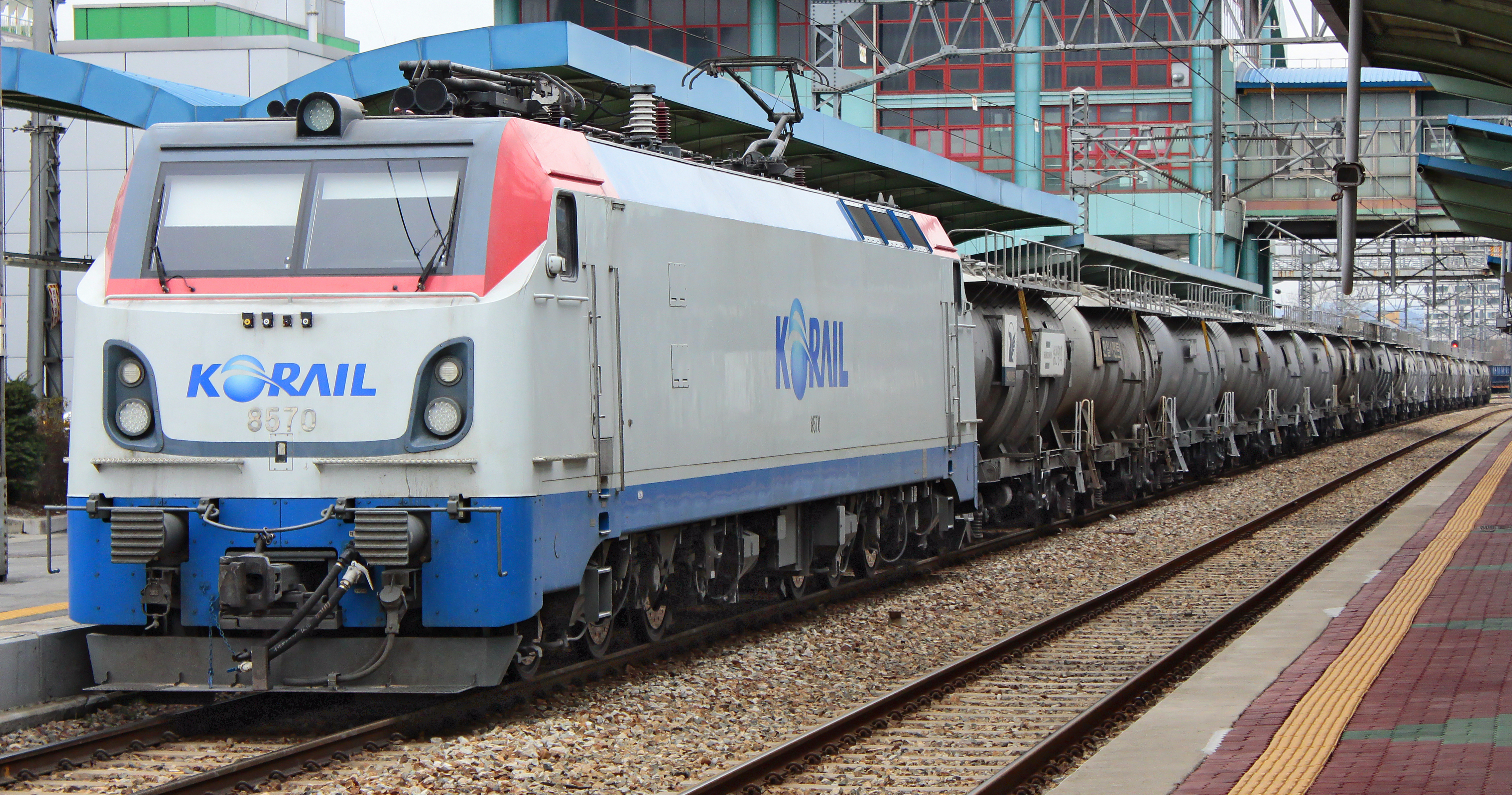
8570호 기관차

## 같이 보기
- 8000호대 전기 기관차
- 8100호대 전기 기관차
- 8200호대 전기 기관차
- 7600호대 디젤 기관차: 비슷한 시기에 도입된 화물용 디젤 기관차